# Comté de Polk (Oregon)
Pour les articles homonymes, voir Comté de Polk.
Le comté de Polk (anglais : Polk County) est un comté situé dans le nord-ouest de l'État de l'Oregon aux États-Unis. Il est nommé en l'honneur de James Knox Polk, l'ancien président des États-Unis. Le siège du comté est Dallas. Selon le recensement de 2000, sa population est de 62 380 habitants.

## Géographie
Le comté a une superficie de 1 927 km², dont 1 919 km² en surfaces terrestres.

### Comtés adjacents
- Comté de Yamhill (nord)
- Comté de Marion (est)
- Comté de Benton (sud)
- Comté de Lincoln (ouest)
- Comté de Tillamook (nord-ouest)

## Zones protégées
- Sarah Helmick State Recreation Site